# Гюйс кораблей и судов ВМС США
Гюйс кораблей и судов ВМС США (англ. Jack of the United States) — флаг, представляющий национальную принадлежность кораблей ВМС США. Кроме ВМС США используется Береговой охраной, Командованием морских перевозок, Национальным управлением океанических и атмосферных исследований (NOAA) и другими государственными организациями. Флаг поднимается на носовом флагштоке когда корабль находится на якоре или у причала.
Гюйс кораблей и судов ВМС США до 11 сентября 2002 года представлял собой синее полотнище с 50 звёздами, являющееся фрагментом верхней левой части государственного флага США. Этот флаг имеет традиционное название Union Jack, которое не следует путать с названием флага Великобритании. С сентября 2002 года в качестве гюйса используется First Navy Jack (с англ. — «первый военно-морской флаг»). Union Jack остаётся гюйсом для кораблей Береговой охраны США, Командования морских перевозок, NOAA и некоторых федеральных агентств.
Флаг First Navy Jack, являющийся с 11 сентября 2002 года гюйсом кораблей и судов ВМС США, представляет собой полотнище с 13 белыми и красными полосами, изображением гремучей змеи и девизом «DONT TREAD ON ME» (с англ. — «не наступай на меня»). Его прообразом является флаг, который предположительно использовался на флоте США во время Войны за независимость. Он поднимается с 8:00 до заката на носовом флагштоке, когда корабль находится у причала или на якоре.
| Число звёзд | Изображение            | Период исполь- зования                                                                                   | Исторические события этого периода и примечания                                                                                      |
| ----------- | ---------------------- | --- | --- |
| 0           | или                    | 08.01.1776— 14.06.1777                                                                                   | Нет точных данных, что на флаге была изображена змея и девиз.                                                                        |
| 13          |                        | 14.06.1777— 01.05.1795                                                                                   | Один из многих вариантов расположения 13 звёзд                                                                                       |
| 15          |                        | 01.05.1795— 03.07.1818                                                                                   | Квази-война, Англо-американская война 1812 года                                                                                      |
| 20          |                        | 04.07.1818— 03.07.1819                                                                                   | |
| 21          |                        | 04.07.1819— 03.07.1820                                                                                   | |
| 23          |                        | 04.07.1820— 03.07.1822                                                                                   | |
| 24          |                        | 04.07.1822— 03.07.1836                                                                                   | |
| 25          |                        | 04.07.1836— 03.07.1837                                                                                   | |
| 26          |                        | 04.07.1837— 03.07.1845                                                                                   | |
| 27          |                        | 04.07.1845— 03.07.1846                                                                                   | |
| 28          |                        | 04.07.1846— 03.07.1847                                                                                   | |
| 29          |                        | 04.07.1847— 03.07.1848                                                                                   | |
| 30          |                        | 04.07.1848— 03.07.1851                                                                                   | |
| 31          |                        | 04.07.1851— 03.07.1858                                                                                   | |
| 32          |                        | 04.07.1858— 03.07.1859                                                                                   | |
| 33          |                        | 04.07.1859— 03.07.1861                                                                                   | Гражданская война в США |
| 34          |                        | 04.07.1861— 03.07.1863                                                                                   | Гражданская война в США |
| 35          |                        | 04.07.1863— 03.07.1865                                                                                   | Гражданская война в США |
| 36          |                        | 04.07.1865— 03.07.1867                                                                                   | |
| 37          |                        | 04.07.1867— 03.07.1877                                                                                   | |
| 38          |                        | 04.07.1877— 03.07.1890                                                                                   | |
| 43          |                        | 04.07.1890— 03.07.1891                                                                                   | |
| 44          |                        | 04.07.1891— 03.07.1896                                                                                   | |
| 45          |                        | 04.07.1896— 03.07.1908                                                                                   | Гибель крейсера «Мэн» Испано-американская война Великий белый флот                                                                   |
| 46          |                        | 04.07.1908— 03.07.1912                                                                                   | |
| 48          |                        | 04.07.1912— 03.07.1959                                                                                   | Первая мировая война, Вторая мировая война                                                                                           |
| 49          |                        | 04.07.1959— 03.07.1960                                                                                   | |
| 50          |                        | 04.07.1960— 12.10.1975                                                                                   | |
| 50          | 01.01.1977— 11.09.2002 | С 1980 года старейший корабль в составе ВМС США USS Constitution несёт First Navy Jack вместо Union Jack | |
| 50          | 11.09.2002—            | КМП и другие государственные организации                                                                 | |
| 0           | First Navy Jack        | 13.10.1975— 31.12.1976                                                                                   | Год 200-летия США и ВМС США |
| 0           | First Navy Jack        | 11.09.2002— 01.07.2019                                                                                   | Война против терроризма Только корабли и суда ВМС США. КМП и не относящиеся к ВМС США организации продолжают использовать Union Jack |
| 50          |                        | 01.07.2019 — н.в.                                                                                        | |